# Frédéric-Erdmann de Saxe-Mersebourg
Frédéric-Erdmann de Saxe-Mersebourg (* 20 septembre 1691 à Mersebourg; † 2 juin 1714 à Köthen) est un membre de la Branche albertine de la maison de Wettin et était un prince de Saxe-Mersebourg.

## Biographie
Frédéric-Erdmann, est le sixième et le plus jeune fils du duc Christian II de Saxe-Mersebourg (1653-1694) de son mariage avec Erdmuthe de Saxe-Zeitz (1661-1720), fille du duc Maurice de Saxe-Zeitz. Ses frères aînés Christian III Maurice de Saxe-Mersebourg, et Maurice-Guillaume de Saxe-Mersebourg sont successivement les ducs de Saxe-Mersebourg.
Il se marie le 15 février 1714 à Köthen avec Éléonore-Wilhelmine d'Anhalt-Köthen (1696-1726), fille du prince Emmanuel-Lebrecht d'Anhalt-Köthen. À l'occasion de son mariage il reçoit son propre palais et comme apanage le district de Finsterwalde. Frédéric-Erdmann est mort à 22 ans dans son château de Finsterwalde et est enterré dans la Fürstengruft de la cathédrale de Mersebourg. Sa veuve s'est remariée avec le duc Ernest-Auguste Ier de Saxe-Weimar-Eisenach.

## Sources
- Friedrich Adolph Schumann, Albert Schiffner: Complet État, la Poste et les éditeurs de Journaux Lexique de Saxe, 2. Bd., Zwickau, 1815, P. 647 (Texte En Ligne)